# Shenyang J-6
Shenyang J-6 (F-6 w wersji eksportowej; kod NATO: Farmer) – produkowana w Chinach odmiana radzieckiego samolotu myśliwskiego MiG-19.
Samolot służył w Chińskiej Armii Ludowo-Wyzwoleńczej do późnych lat 90. XX wieku oraz w lotnictwie wielu państw świata. Obecnie pozostaje na wyposażeniu Korei Północnej i Mjanmy.

## Użytkownicy
- Siły Powietrzne Chińskiej Armii Ludowo-Wyzwoleńczej
- Pakistańskie Siły Powietrzne (253 w latach 1966—2002)
- Egipskie Siły Powietrzne (72× F-6, 18× FT-6 od 1979)
- Siły Powietrzne Koreańskiej Republiki Ludowo-Demokratycznej
- Siły Powietrzne Mjanmy (12 F-6 od 1991, obecnie 1 FT-6)
- Albańskie Siły Powietrzne (Albania, 82 J-6C do 2005)
- Sudańskie Siły Powietrzne
- DR Wietnamu/Wietnam
- Kambodżańskie Siły Powietrzne
- Zambia
- Bangladesz
- Tanzania
- Somalia